# 18119 Braude
18119 Braude è un asteroide della fascia principale. Scoperto nel 2000, presenta un'orbita caratterizzata da un semiasse maggiore pari a 2,2716509 UA e da un'eccentricità di 0,1163594, inclinata di 0,75162° rispetto all'eclittica.